# Gran Paraná
El Gran Paraná es la aglomeración urbana que se extiende de la ciudad capital de la provincia argentina de Entre Ríos, Paraná, hacia las localidades colindantes dentro del departamento Paraná en torno a las coordenadas 31°44′00″S 60°32′00″O / -31.73333, -60.53333.
Es considerado como una aglomeración por el INDEC a partir del censo 1991.

## Geografía
El aglomerado se encuentra sobre la margen izquierda del río Paraná. La zona presenta un relieve de colinas suaves, entre las que discurren varios arroyos. El clima es subtropical húmedo.

## Población
Contaba con 264 076 habitantes según el censo de 2010. Según el anterior censo de 2001 tenía 247 310 habitantes. Es el conglomerado urbano más grande de la provincia de Entre Ríos, y el decimosegundo a nivel nacional.
| Componente         | Población (2022) | Población (2010) | Población (2001) | Población (1991) |
| ------------------ | ---------------- | ---------------- | ---------------- | ---------------- |
| Paraná             | 268 889          | 247 139          | 235 967          | 207 041          |
| San Benito         | 16 868           | 9105             | 6466             | 2788             |
| Oro Verde          | 7517             | 4116             | 2403             | 804              |
| Colonia Avellaneda | 9304             | 2970             | 2049             | 1045             |
| Sauce Montrull     | 1555             | 746              | 425              | 258              |
| Total              | 304 133          | 264 076          | 247 310          | 211 936          |